# Capra

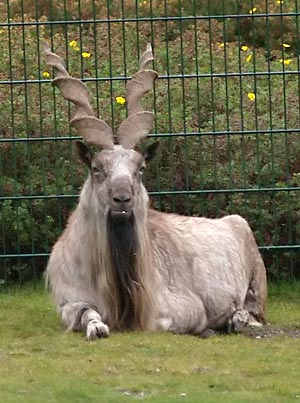
Capra falconeri

Capra es un género de mamíferos artiodáctilos de la familia Bovidae que suelen conocerse comúnmente como cabras o cabras salvajes . Está compuesto de hasta 9 especies, incluyendo la cabra salvaje (o cabra montés), el markhor y el íbice. No obstante, existen animales de otros géneros (que no son Capra) de la subfamilia Caprinae y que a veces se denominan "cabras", como los del género Oreammos,  al que pertenece la "cabra" de las Montañas Rocosas (Oreamnos americanus). Las cabras salvajes son originarias del centro-oeste de Asia, donde todavía viven la mayoría de las especies actuales, y desde donde colonizaron partes de Europa y África.
La cabra doméstica (Capra aegagrus hircus) es una subespecie domesticada de la cabra salvaje (Capra aegagrus). Hace unos 9000 años, durante el Neolítico, aparecieron en Mesopotamia las primeras cabras domésticas, cuya distribución actual, tanto en forma doméstica como asilvestrada, es prácticamente cosmopolita. Las cabras son hoy en día uno de los principales animales domésticos en Oriente Medio, norte y este de África y la Europa Mediterránea.

## Aspectos generales
La cabra tiene un cuerpo compacto y firme que se apoya en patas fuertes y no demasiado altas. El cuello es macizo. La cabeza es relativamente corta, ancha en la frente. La cola, que la cabra suele llevar erguida, es triangular y desnuda en la parte superior. Los ojos son grandes y vivos, sin sacos lagrimales. Las orejas son erectas, estrechas, puntiagudas y muy móviles. Los cuernos los tienen ambos sexos en las razas que los poseen. Están claramente desglosados por años. A menudo están torcidos simplemente, como una media luna hacia atrás, o separados en la punta. El pelaje es doble. La lana fina está cubierta por la lana gruesa. En algunas especies, la melena está bastante pegada al cuerpo, y en otras, la melena se extiende en algunos lugares, como en la mandíbula inferior en forma de barba rígida. El color del pelaje es siempre oscuro, similar al color de la tierra o de las rocas, mayoritariamente marrón o gris. También hay que mencionar el olor natural, porque es una de las características de este animal, especialmente el olor de la cabra, que siempre resulta fuerte y desagradable para nuestro olfato durante el apareamiento.
Sus sentidos están igualmente bien desarrollados. Las cabras pueden ver, oír y oler muy bien, y algunas especies incluso desde distancias increíbles. Las cabras están clasificadas como animales sabios e inteligentes.
Una cabra es capaz de reproducirse ya a la edad de medio año. El humor de apareamiento suele manifestarse en los meses de septiembre a noviembre y, a veces, en otra época de mayo, lo notamos en las cabras mediante fuertes balidos y movimientos de la cola. Si no cumplimos su deseo, la cabra puede enfermar. La cabra es capaz de aparearse durante todo el año. Después del apareamiento, en 21 a 22 semanas, la cabra da a luz a las crías.
El número de crías varía entre uno y cuatro. Todas las especies que viven en estado salvaje dan a luz a un máximo de dos cachorros, y las domesticadas rara vez tienen cuatro. Los niños llegan al mundo completamente desarrollados y con los ojos abiertos, por lo que al cabo de unos minutos pueden seguir a su madre. En las especies que viven en estado salvaje, saben desde el primer día de vida que pueden saltar con audacia y seguridad sobre colinas y rocas al igual que su madre.
Son animales gregarios que viven en manadas pero, al contrario que sus próximos parientes, las ovejas (género Ovis), las cabras son animales adaptados a comer arbustos y matas correosas propias de medios secos y/o montañosos. Suelen ser animales ágiles, capaces de trepar con facilidad por pendientes sumamente empinadas y saltar de un risco alejado a otro.
Son capridos (Caprinae), como los del género Ovis (que incluye las ovejas), pero se distinguen de estos por la presencia de glándulas de olor cerca de los pies, en la ingle y en frente de los ojos, por la ausencia de otras glándulas faciales y por la presencia de una barba en los machos y de callos sin pelo en las rodillas de las patas delanteras.
Las especies salvajes presentan un marcado dimorfismo sexual, manifestándose grandes diferencias de talla, color y cornamenta entre machos y hembras; sin embargo las diferentes razas domésticas tienden a suavizar estas diferencias.

## Mitología

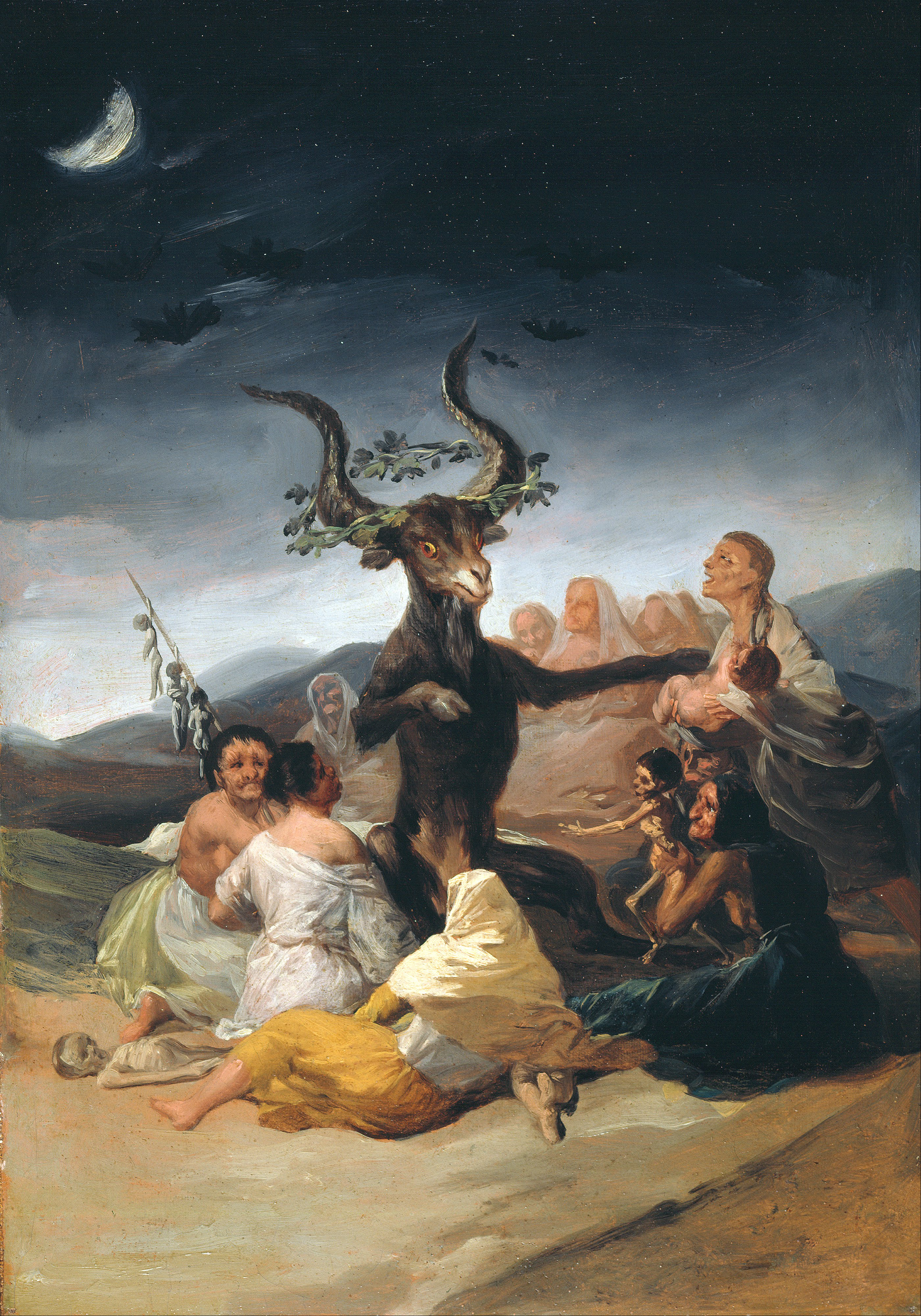
El aquelarre, de Francisco de Goya.

En la tradición judía, el Día de la Expiación se sacrificaba un macho cabrío a Dios y se expulsaba al desierto otro, el chivo expiatorio al que simbólicamente se cargaba con las culpas del pueblo. Esta tradición dio origen al mito del ángel caído Azazel.
La cabra era un animal muy venerado en Mendes en Egipto. Estaba prohibido matarla, porque Khnum, una gran divinidad de esta ciudad, se había ocultado bajo la figura de una cabra por esto se le representaba con rostro de este animal. Mientras que en Mendes se reverenciaba este animal y se inmolaban las ovejas, en Tebaida, por el contrario, veneraban las ovejas y sacrificaban las cabras.
Entre los griegos, estaban consagradas a Zeus, en memoria de la ninfa Amaltea. Los lacedemonios, las inmolaban a Hera. Los romanos en sus medallas, representaban a Juno Sospita con una piel de cabra.
Se había puesto, dice Aulo Gelio, una cabra blanca en un cuadro de Homero, porque se le consagraba uno de estos animales en sacrificio como a poeta dedicado a Apolo, al cual acostumbraba inmolar cabras de este color.
Las mitologías griega y romanas recogían otros personajes con forma de cabra e híbridos de cabra y otras especies, como la Quimera, Ega (Aix), Amaltea (representada en la constelación de Capricornio), y los faunos y sátiros.
Otras culturas europeas también concibieron dioses como machos cabríos, como el Akerbeltz de la mitología vasca.

## Taxonomía

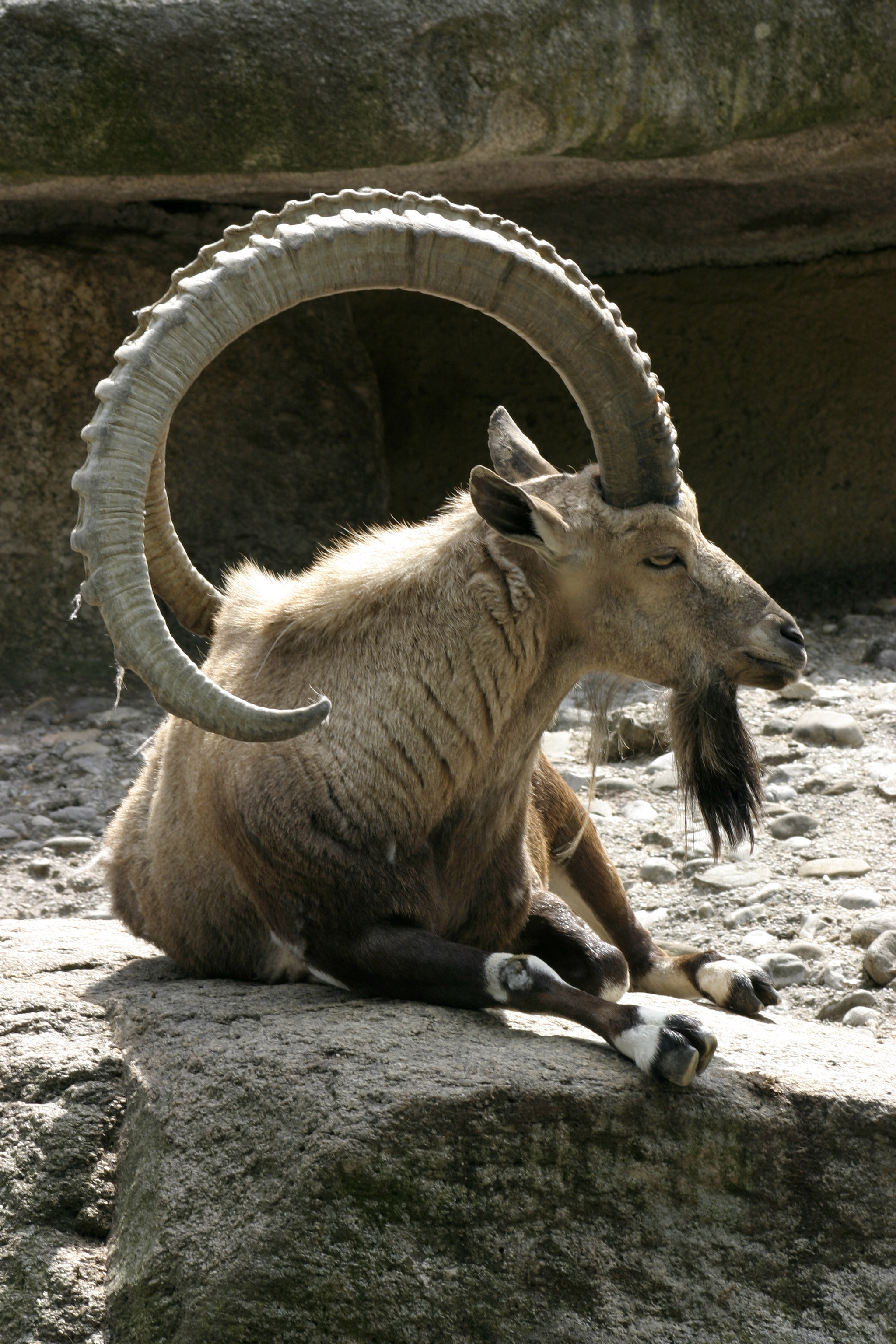
Macho de cabra montés de Nubia

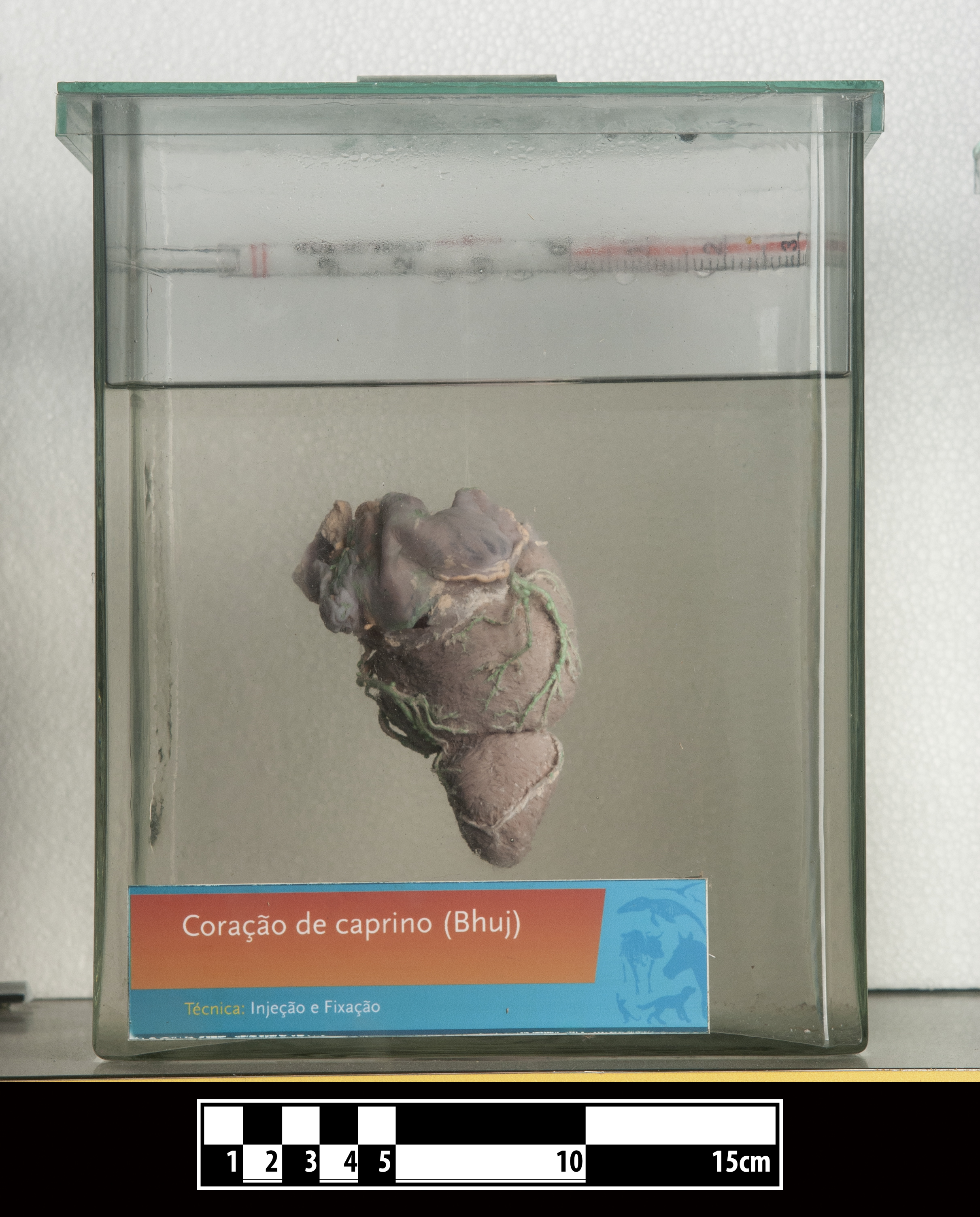
Corazón caprino.

Todos los miembros del género Capra son bóvidos (miembros de la familia Bovidae), y más específicamente caprinos (subfamilia Caprinae). Como tales, son rumiantes, lo que significa que rumian y tienen estómagos de cuatro cámaras que juegan un papel vital en la digestión, regurgitación y redigestión de su comida.
A veces se ha considerado que el género incluye Ovis (oveja) y Ammotragus (oveja de Berbería), pero estos generalmente se consideran géneros distintos, dejando "Capra" para las cabras montesas. En este género más pequeño, algunos autores han reconocido solo dos especies, el marjor por un lado y todas las demás formas incluidas en una especie por el otro lado. Hoy en día, se suelen aceptar nueve especies:
- Cabra salvaje (Capra aegagrus)
  - Cabra bezoar (Capra aegagrus aegagrus)
  - Cabra salvaje de Turquía (Capra aegagrus blythi)
- Tur del Cáucaso occidental (Capra caucasica)
- Tur del Cáucaso oriental (Capra cylindricornis)
- Marjor (Capra falconeri)
- Cabra doméstica (Capra hircus; incluye cabra salvaje, a veces considerada una subespecie de C. aegagrus)
- Cabra salvaje de los Alpes (Capra ibex)
- Cabra de Nubia (Capra nubiana)
- Cabra montés (Capra pyrenaica)
- Íbice siberiano (Capra sibirica)
- Cabra montés de Etiopía (Capra walie)

Las cabras del género Capra tienen relaciones sistemáticas complejas, que aún no están completamente resueltas. Estudios recientes basados en ADN mitocondrial sugieren que la cabra montés siberiana y la cabra montés nubia representan especies distintas, que no están muy estrechamente relacionadas con la cabra montés alpina físicamente similar. La cabra montés alpina forma un grupo con la cabra montés española. El tur del Cáucaso occidental parece estar más relacionado con la cabra salvaje que con el tur del Cáucaso oriental. El marjor está relativamente poco separado de otras formas; anteriormente se había considerado una rama separada del género.
Casi todas las especies de cabras salvajes son alopátricas (separadas geográficamente); las únicas superposiciones geográficas son la cabra salvaje (Capra hircus) con el tur del Cáucaso oriental (Capra caucasica cylindricornis), y el marjor (Capra falconeri) con la cabra montés siberiana (Capra siberica). En ambos casos, las especies superpuestas no suelen cruzarse en la naturaleza, pero en cautiverio, todas las especies de "Capra" pueden cruzarse y producir descendencia fértil.

## Especies y subespecies
- Capra aegagrus - cabra salvaje.
  - Capra aegagrus aegagrus - cabra de Bezoar.
  - Capra aegagrus blythi - cabra del desierto de Sindh.
  - Capra aegagrus chialtanensis - cabra de Chialtan.
  - Capra aegagrus creticus - cabra salvaje de Creta o Kri-Kri.
  - Capra aegagrus hircus - cabra doméstica (forma tradicional C. hircus).
  - Capra aegagrus turcmenica - cabra barbuda del Turquestán.

- Capra caucasica - tur caucásico occidental.
- Capra cylindricornis - tur caucásico oriental.

- Capra falconeri - marjor.
  - Capra falconeri falconeri - marjor de cuernos anchos o de Astor
  - Capra falconeri heptnerni - marjor de Bujará.
  - Capra falconeri chialtanensis - marjor de Chialtan.
  - Capra falconeri megaceros - marjor de cuernos rectos.
  - Capra falconeri jerdoni - marjor de Solimán.

- Capra ibex - íbice de los Alpes.
  - Capra ibex ibex - ibice de los Alpes.
  - Capra ibex nubiana - ibice nubio o de Nubia.
  - Capra ibex sibirica - ibice siberiano.
  - Capra ibex wallie - ibice de Wallie.

- Capra pyrenaica - cabra montés o íbice ibérico.
  - Capra pyrenaica hispanica - cabra montés levantina.
  - Capra pyrenaica lusitanica - cabra montés portuguesa o Mueyu († 1892).
  - Capra pyrenaica pyrenaica - cabra montés de los Pirineos o Bucardo († 2000).
  - Capra pyrenaica victoriae - cabra montés de Gredos.

- Capra sibirica - íbice siberiano.
  - Capra sibirica alaiana - íbice de Kirguistán.
  - Capra sibirica hagenbecki - íbice mongol.
  - Capra sibirica hemalayanus - íbice del Himalaya.
  - Capra sibirica sakeen - íbice de Cachemira.
  - Capra sibirica sibirica - íbice del Altái.

- Capra walie - cabra montés de Etiopía.

## Similitudes y diferencias con las ovejas
El género Capra está estrechamente relacionado con las ovejas (ovis), hasta el punto de provocar alguna que otra confusión taxonómica ocasional, pero el comportamiento de las cabras es completamente diferente. Las ovejas pastan y viven en rebaños, mientras que las cabras se comportan de manera similar a los ciervos, comen brotes y ramas y tienden a ser más territoriales. Al igual que las ovejas, tienen cuernos que siguen creciendo durante toda su vida, en lugar de caerse una vez al año. A diferencia de las ovejas, tanto a las cabras como a los chivos les crecen cuernos, y ambos sexos pueden tener barbas. Las cabras son animales que se pueden pastorear y sobreviven mejor en una situación de rebaño que solas. Las cabras tienden a ser más agresivas con los depredadores, por lo que los pastores de ovejas pueden agregar cabras a su rebaño, de modo que el rebaño antes de huir tendrá la defensa de las cabras. Una manada normalmente tiene una reina, que lidera la manada. También son mucho más vivaces y curiosos que las ovejas. Pero ambos sexos tienen la misma pupila lineal horizontal.

## Domesticación y usos

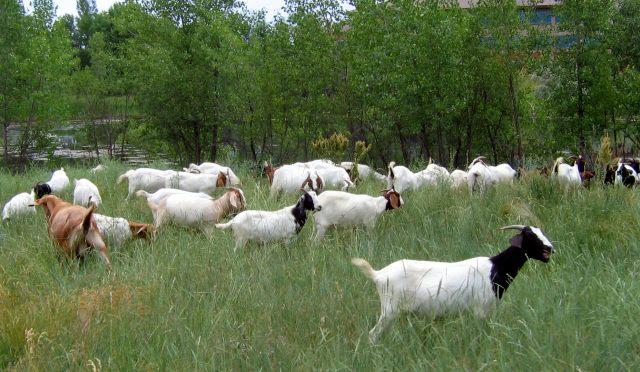
Cabras utilizadas para el control natural de malezas

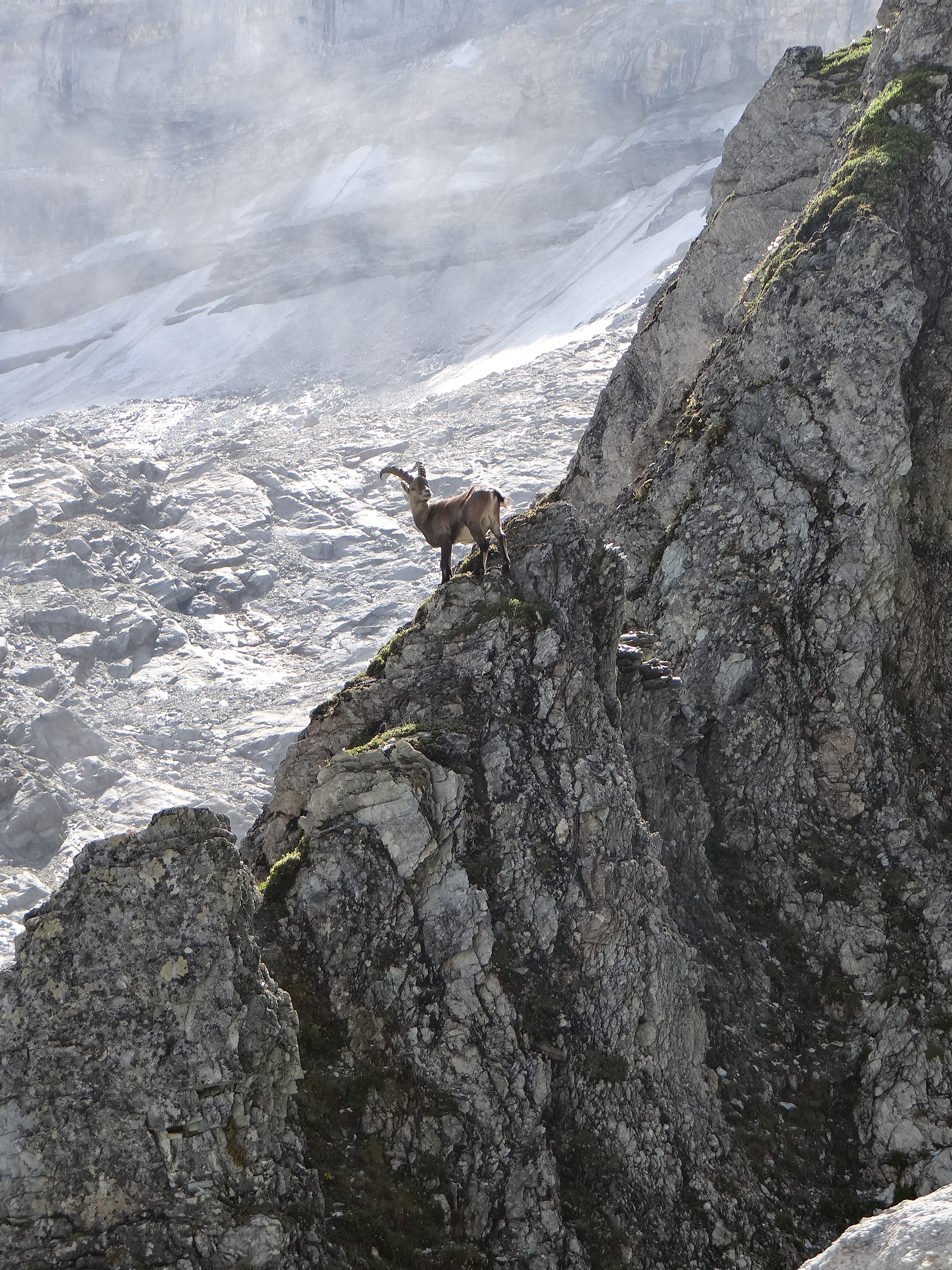
Íbice escalando con seguridad una pendiente rocosa

Junto con las ovejas, las cabras estuvieron entre los primeros animales domésticos. El proceso de domesticación comenzó hace al menos 10 000 años en lo que ahora es el norte de Irán. El fácil acceso humano al pelo de cabra, carne y leche fueron las principales motivaciones. Las pieles de cabra se usaron popularmente hasta la Edad Media para contener agua y vino al viajar y acampar, y en ciertas regiones como pergamino para escribir.

### Leche de cabra
La leche de cabra es uno de los productos lácteos más consumidos en el mundo. De hecho, casi tres cuartas partes de la población mundial consume leche de cabra.  Esto se debe en parte a la facilidad de cría de cabras frente a la de vacas en los países en desarrollo, donde la leche de cabra es una importante fuente de calorías, proteínas y grasas. En muchos países, la gente expresa su preferencia por la leche de cabra frente a la de vaca.
La leche de cabra es más espesa y cremosa que la de vaca o las leches vegetales, y tiene más nutrientes que pueden ser beneficiosos para la salud. Por ejemplo
- Más fácil de digerir
- Menos riesgo de alergias a la leche
- Mejor salud cardiaca

Entre las ventajas que posee se destacan:
Alto contenido en proteínas digeribles
En comparación con la leche de vaca, de soja o de frutos secos, la leche de cabra contiene más proteínas por ración. Además, la proteína de la leche de cabra parece ser más digerible, lo que significa que su cuerpo puede utilizarla más fácilmente. La leche de cabra también contiene muchas más proteínas que la leche de almendras o de arroz.
Puede no provocar alergias a la leche
Algunas personas alérgicas a la leche de vaca pueden descubrir que la leche de cabra no les provoca alergia. Un estudio reveló que aproximadamente uno de cada cuatro bebés alérgicos a la leche de vaca no era alérgico a la leche de cabra. 
Control de los niveles de colesterol
La leche de cabra puede ayudar a reducir los niveles de colesterol en personas con colesterol alto en sangre. Los estudios han demostrado que la leche de cabra puede ayudar a reducir el colesterol en las arterias y la vesícula biliar. Esto puede ayudar a las personas con niveles altos de colesterol a controlarlo más fácilmente.

## Bibliogreafía
- V. G. Heptner: Mammals of the Sowjetunion Vol. I UNGULATES. Leiden, New York 1989, ISBN 90-04-08874-1.
- D. E. Wilson, D. M. Reeder: Mammal Species of the World. Johns Hopkins University Press, Baltimore 2005, ISBN 0-8018-8221-4.